# Nietęg
Nietęg – staropolskie imię męskie. Składa się z członu Nie- (przeczenie) i -tęg ("mocny"). Może zatem oznaczać "słaby".